# Доходный дом торгового дома «Чесноков и Кудряшев»
Доходный дом торгового дома «Чесноков и Кудряшев» — памятник градостроительства и архитектуры в историческом центре Нижнего Новгорода. Построен в 1884—1886 годах. Автор проекта неизвестен.
Вместе с построенным в конце XIX века жилым каменным флигелем образует «Комплекс доходных домов торговой фирмы Кудряшова и Чеснокова».

## История
Крестьянин Григорий Павлович Кудряшев (Кудряшов) в середине XIX века основал предприятие грузовых перевозок по Волге. После его смерти транспортная компания перешла к двум купцам: его сыну Александру Григорьевичу Кудряшову и его другу мещанину Никандру Степановичу Чеснокову. Предприятие стало одним из крупнейших в Самаре и Нижнем Новгороде, владело пятью паровыми буксирами и 25 баржами. В 1884 году компания была преобразована в Торговый дом «Чесноков и Кудряшев».
На месте будущего доходного дома располагалось здание, которое построили в 1825—1837 годах по проекту архитектора И. Е. Ефимова для титулярной советницы Елизаветы Захаровны Алексеевой. В 1847 году здание было перестроено по проекту архитектора Л. В. Фостикова. Здание выкупили Чесноков и Кудряшов и в 1884—1886 годах перестроили его, вероятно по проекту архитектора Н. Д. Григорьева. Выполненный в стиле эклектики, с «крикливым» пышным декором, дом стал заметным явлением в застройке Большой Покровской улицы и определённой вехой в развитии эклектичной архитектуры Нижнего Новгорода.
После перестройки, на первом этаже дома расположились фешенебельные магазины, торговавшие одеждой, французскими духами, фарфором, ювелирными украшениями и др. Популярностью пользовались крупнейший в городе мануфактурный магазин Горшкова, книжный магазин Попова, магазин европейской посуды купца Махнатова. Также в первом этаже располагались обувная и ювелирная мастерские, страховая компания, контора нотариуса А. Олигер и физико-механическая лавка К. Дмитриева.
В конце XIX века на территории земельного участка доходного дома был построен жилой флигель торговой фирмы «Чесноков и Кудряшев» (современный адрес: ул. Большая Покровская, 10В, литера Б). В наши дни доходный дом с флигелем рассматриваются, как единый архитектурный комплекс.

## Архитектура

### Доходный дом торгового дома «Чесноков и Кудряшев»
Дом выстроен в стиле академической эклектики, с обращением к ренессансной и барочной архитектуре. Здание кирпичное переменной этажности в три — пять этажей. Объёмно-планировочная структура сложная. Вытянуто по сторонам тупого угла квартала. Центральная часть основного объёма, выходящего на красную линию улицы Большой Покровской, выстроена в четыре этажа и завершена мезонином под пологой лучковой кровлей с небольшим аттиком. Остальная часть здания в три этажа.
Фасады обильно украшены декоративными элементами и выражено расчленены по горизонтали. Высокие витрины первого этажа, арочные оконные проёмы второго и лучковые оконные проёмы третьего делятся развитыми междуэтажными поясами. В межоконных простенках установлены полуколонны коринфского ордера, в уровне третьего яруса — пилястры с капителями дорического ордера.
Венчают стены массивные профилированные карнизы сильного выноса, опирающиеся на фигурные кронштейны. Над свесом кровли устроен парапет со столбиками квадратного в плане сечения, соединёнными балясинами, и увенчанными фигурными вазонами. Дворовые фасады не имеют декоративного оформления.

### Жилой флигель
Здание трёхэтажное кирпичное на высоком цоколе, с небольшим мезонином и сквозной аркой по оси главного фасада. К прямоугольному в плане основному объёму со стороны дворового фасада пристроены небольшие кирпичные объёмы. Имеет обильный декор в эклектичных формах. Лучковые оконные проёмы обрамлены профилированными наличниками с замковыми камнями.
Два симметричных входа выделены крупными оконными проёмами лестничных клеток и вазонами на плечиках. На уровне второго этажа, по бокам лестничных клеток и центрального арочного проезда, размещены кариатиды. Дворовый фасад имеет более скромное декоративное решение.